# Католицька церква в Бурунді
Като́лицька це́рква в Буру́нді — найбільша християнська конфесія Бурунді. Складова всесвітньої Католицької церкви, яку очолює на Землі римський папа. Керується конференцією єпископів. Станом на 2004 рік у країні нараховувалося близько 4 567 000 католиків (65,25% від усього населення). Існувало 7 діоцезій, які об'єднували 132 церковних парафій.  Кількість  священиків — 435 (з них представники секулярного духовенства — 340, члени чернечих організацій — 95), постійних дияконів — 0, монахів — 302, монахинь — 1093.